# AFC Champions League Elite
AFC Champions League Elite (forkortet ACL Elite) er en årlig klubfodboldturnering arrangeret af det asiatiske fodboldforbund. Turneringen består af 24 hold, og turneringen er en pendant til den europæiske UEFA Champions League. Turneringen har sine rødder i Asian Champion Club Tournament, som først blev holdt i 1967.
De forsvarende mestre er emiratiske Al-Ain, som vandt mesterskabet i 2023-24 sæsonen. Rekordmestrene er saudiarabiske Al-Hilal, som har vundet turneringen fire gange.

## Historie

### Asian Champion Club Tournament-æraen (1967-1972)
Turneringen startede som Asian Champion Club Tournament i 1967. Der deltog otte nationale mestre fra otte asiatiske ligaer i den første sæson. Med undtagelse af 1968-sæsonen blev turneringen afholdt årligt indtil 1971. I løbet af disse første fire sæsoner var der to israelske klubber fra Tel Aviv, der vandt turneringen tre gange. I 1972 blev turneringen aflyst pga. manglende interesse, og det førte til at de fleste hold valgte at trække sig også det følgende år. Turneringen blev ikke afholdt de næste fjorten år, til dels fordi asiatisk klubfodbold ikke fik indført professionalisme før omkring årtusindskiftet.

### Asian Club Championship-æraen (1985/86-2001/02)
Ved at skele til den daværende European Cup blev turneringen genoptaget i Asien i 1985/1986-sæsonen under det nye navn: Asian Club Championship. Adgangen til turneringen blev begrænset til mesterholdet fra visse asiatiske ligaer. Alligevel oplevede man enkelte hold trække sig ud af turneringen hvert år. Fra 1990 introducerede AFC Asian Cup Winners Cup (pokalvindernes turnering), der som navnet siger var for de nationale pokalmestre. Vinderen af de to asiatiske turneringer mødtes efterfølgende i Asian Super Cup.

### AFC Champions League-æraen (2002/03-2023/24)
Fra og med 2002/2003-sæsonen blev Asian Champions Cup, Asian Cup Winners Cup og Asian Super Cup samlet til én turnering, der blev kaldt AFC Champions League. I de foregående år havde de nationale mestre og de nationale pokalmestre deltaget i hver sin turnering, men nu deltager begge hold i samme turnering. I den første udgave deltog der (efter adskillige kvalifikationsrunder) seksten hold. 2003/2004-sæsonen blev aflyst pga. SARS-virus og krigen i Irak. I 2004 blev turneringen relanceret med 28 hold fra fjorten lande. I det nuværende format er disse 28 hold delt i syv grupper med fire hold i hver, hvor de spiller ude og hjemme mod de øvrige hold i gruppen. De syv gruppevindere og den forsvarende mester kvalificerer sig til kvartfinalerne. Kvartfinaler, semifinaler og finaler spilles over to kampe med sædvanlige regler om udebanemål, ekstratid og straffesparkskonkurrence, hvis der er mållighed efter to kampe. I 2007 deltog også klubber fra Australiens Hyundai A-League-turnering i Champions League.
Fra 2009/2010 blev Champions League udvidet til 32 hold og adgang fra de ti højest rangerede asiatiske ligaer. Hvert land har op til fire deltagende hold afhængig af styrken af deres liga, ligastruktur (professionalisme), markedsværdi, finansielle status og andre kriterier sat af AFC Pro-League-komiteen. Komiteen revurderer fordelingen af hold hvert andet år.
Gruppespillet spilles på samme måde som i 2002/2003-sæsonen bortset fra, at nr. 1 og 2 i alle otte grupper går videre til ottendedelsfinalerne. Ottendedelsfinalerne er hidtil blevet afgjort med én kamp mellem en etter og en toer fra de indledende grupper. Dette planlægges dog ændret fra 2013, så der spilles to kampe.

## Kvalifikation

### Nuværende
Kvalifikation til Champions League i perioden 2009-12 er fundet sted på følgende måde, idet der skelnes mellem direkte kvalifikation og adgang via playoff-kampe:
Vestasien
- Saudi-Arabien: 4 hold direkte i CL
- Iran: 4 hold direkte i CL
- Forenede Arabiske Emirater: 3 hold direkte i CL, 1 hold i playoff
- Qatar: 2 hold direkte i CL, 1 hold i playoff
- Uzbekistan: 2 hold direkte i CL
- Syrien: 1 hold i playoff
- Indien: 1 hold i playoff

Østasien
- Japan: 4 hold direkte i CL
- Sydkorea: 4 hold direkte i CL
- Kina: 4 hold direkte i CL
- Australien: 2 hold direkte i CL
- Indonesien: 1 hold direkte i CL, 1 hold i playoff
- Thailand: 1 hold i playoff
- Singapore: 1 hold i playoff
- Vietnam: 1 hold i playoff

## Turneringsform
Playoffkampe
I både Øst- og Vestasien deltager fire hold, som mødes parvis i semifinaler og finaler for at finde ét hold i hver halvdel, der indgår sammen med de direkte kvalificerede hold i gruppespillet. Der spilles en enkelt kamp, og vinderne kvalificerer sig fra semifinale til finale, og finalevinderne deltager i gruppespillet. De øvrige deltagere i playoffkampene kvalificerer sig til AFC Cup.
Gruppespil
I alt 32 hold fordeles i otte grupper med fire hold i hver baseret på region. De vestasiatiske hold spiller i gruppe A til D, og de østasiatiske hold spiller i gruppe E til G. Man spiller ude og hjemme mod hvert af de øvrige hold i gruppen – altså seks kampe pr. hold. En sejr giver 3 point, en uafgjort giver 1 point og et nederlag giver 0 point. Holdene rangeres efter følgende kriterier:
1. Flest points optjent i alle seks kampe
2. Indbyrdes opgør
3. Indbyrdes målscorer
4. Fleste scorede mål i indbyrdes kampe
5. Størst målforskel i alle seks kampe
6. Flest scorede mål i alle seks kampe

Vinderne og toerne af de otte grupper fortsætter til ottendedelsfinalerne.
Knockout-fasen
I ottendedelsfinalerne mødes en vinder og en toer i én kamp. Der trækkes lod, så alle møder hold fra andre grupper, men fortsat spilles der inden for enten Vest- eller Østasien. Vinderne af hver af de otte kampe kvalificerer sig til kvartfinalerne.
I kvartfinalerne trækkes der lod om, hvilke hold der skal møde hinanden. Nu er der ikke længere regional opdeling, idet alle hold kan møde alle andre, idet der dog sørges for, at der ikke skabes kampe mellem to hold fra samme land. Kvartfinalerne spilles som bedst af to kampe, hvor hvert hold får både hjemme- og udebane. I tilfælde af mållighed afgøres kvalifikationen til semifinalerne med flest scorede mål på udebane, forlænget spilletid eller evt. straffesparkskonkurrence. 
Samme form finder sted i semifinalerne, mens finalen spilles på neutral bane i blot én kamp. Hvis denne ender uafgjort efter 90 minutter, tilføjes der forlænget spilletid, og hvis der fortsat er uafgjort, afgøres finalen med straffesparkskonkurrence.

## Sponsorer
Den 5. november 2008 blev det annonceret, at Qatars førende teleselskab vil sponsorere 2011-udgaven af AFC Asian Cup samt AFC Champions League i perioden 2009-2012. Nogle måneder senere blev det meddelt, at Emirates Airline ville forlænge sit sponsorat med AFC, og i december 2009 blev det oplyst, at AFC havde indgået en 1 milliard US-dollars sponsoraftale med WSG fra 2013, hvoraf størstedelen skal gå til Champions League. 

## Præmiepenge
I 2008 var den samlede præmiesum på 4 millioner US-dollars. Dette beløb steg til 20 millioner i 2009 og ligger nu på 14 millioner. Heraf får CL-vinderen vinder 1,5 millioner samt præmiepenge optjent i tidligere runder.  Der ydes rejsetilskud til udekampe i turneringen. 
Beløbene er som følger
Gruppespillet
- Sejr: $40.000
- Uafgjort: $20.000
- Tab: $0
- Rejsetilskud til udekampe: $30.000 x 3 for hvert hold

Ottendedelsfinaler
- Sejr: $50.000
- Rejsetilskud: $40.000

Kvartfinaler
- Samlet sejr: $80.000
- Rejsetilskud: $50.000

Semifinaler
- Samlet sejr: $120.000
- Rejsetilskud: $60.000

Finale
- Vinder: $1,5 million
- Taber: $750.000
- Rejsetilskud: $60.000